# Petit hôtel de Chalain
Le petit hôtel de Chalain est un hôtel particulier situé au 13, rue Saint-Georges à Rennes. Il date du XVIIe siècle, construit sur trois étages, il est adossé au grand hôtel de Chalain datant du XVIIIe siècle et actuel presbytère de l'église Saint-Germain.

## Histoire
Au premier étage de cet immeuble aux caractéristiques XVIIIe siècle, vécut Lucile de Chateaubriand[réf. nécessaire], la sœur aînée de l'écrivain. François-René de Chateaubriand y résida en janvier 1789[réf. nécessaire], lors de son intervention aux états de Bretagne, peu de temps avant d'assister à Paris aux événements sanglants de la prise de la Bastille.
L'hôtel, pour ses façades et toitures ainsi que son escalier de bois à balustres, fait l'objet d'une inscription au titre des monuments historiques depuis le 18 janvier 1967.

## Architecture
Le bâtiment est également référencé dans l'inventaire du PSMV fait par la ville de Rennes en 2012. 
On y trouve les remarques et préconisations suivantes :
- L'enduit trop hydraulique, particulièrement visible sur la façade arrière sur cour qui est dans un état de dégradation avancé et devra un jour être reconstruit selon les préconisations des monuments historiques.
- La présence d'une construction avec point d'eau doit aussi être détruite.
- Le poids des combles sur la structure du bâtiment.

On remarque encore dans la montée d'escaliers des plafonds avec une isolation en torchis d'époque assez mal en point et à surveiller : les structures en bois sont sensibles à la mérule. La partie nord de la toiture commence aussi à vieillir et montre quelques points d'infiltrations et des clous levés entre les ardoises. Des fuites légères au niveau de la cheminée nord sont remarquées dans les combles perdus.
Par ailleurs, un pignon visible de la place du Parlement devra aussi être repris (plaques en fibrociment amianté) d'autant plus que le bâtiment mitoyen du 11 rue Saint-Georges doit être détruit et reconstruit pour accueillir un ensemble de logements sociaux (prévision 2 ans de travaux de 2015 à 2017).

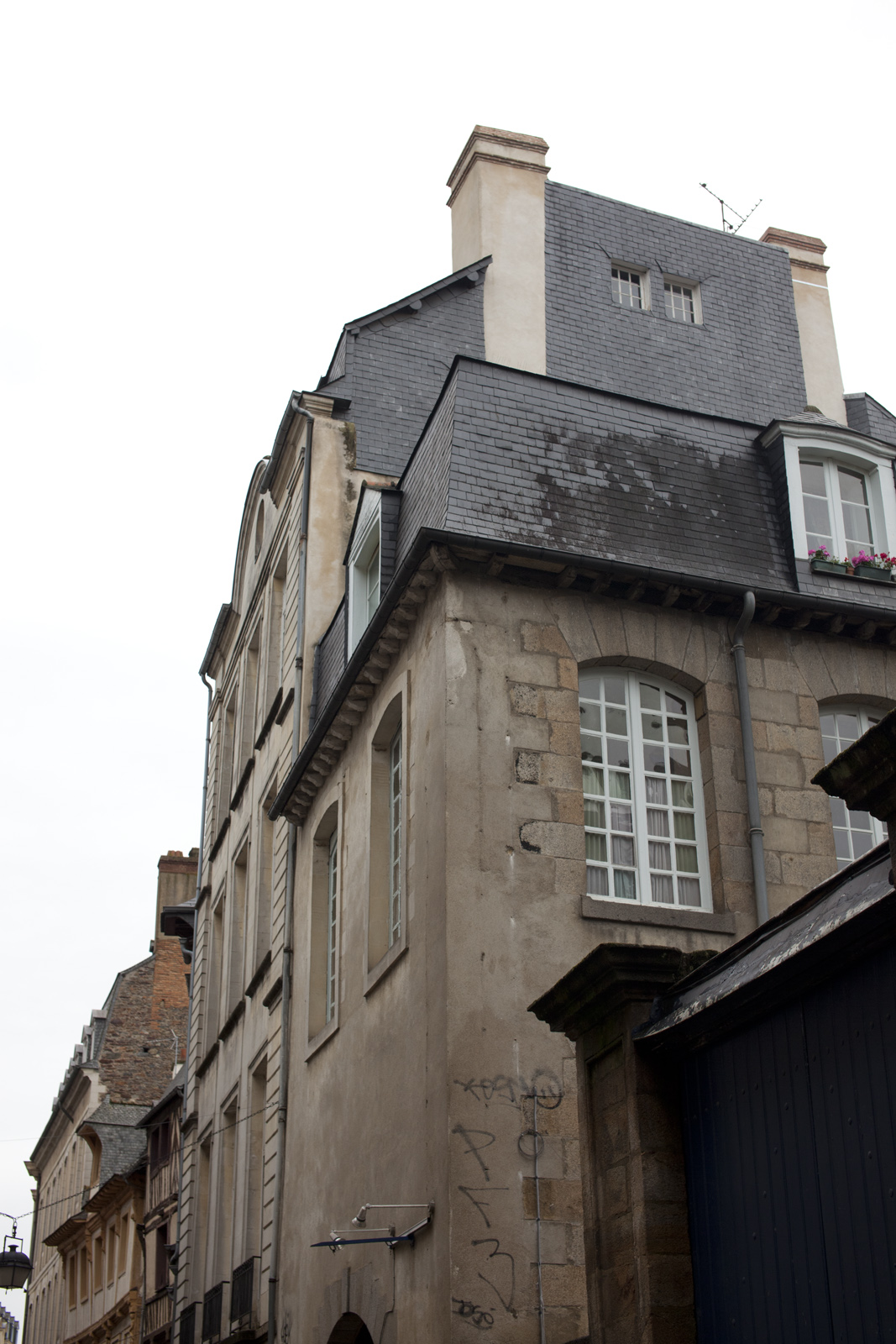
Pignon et façade du 13 rue Saint-Georges.
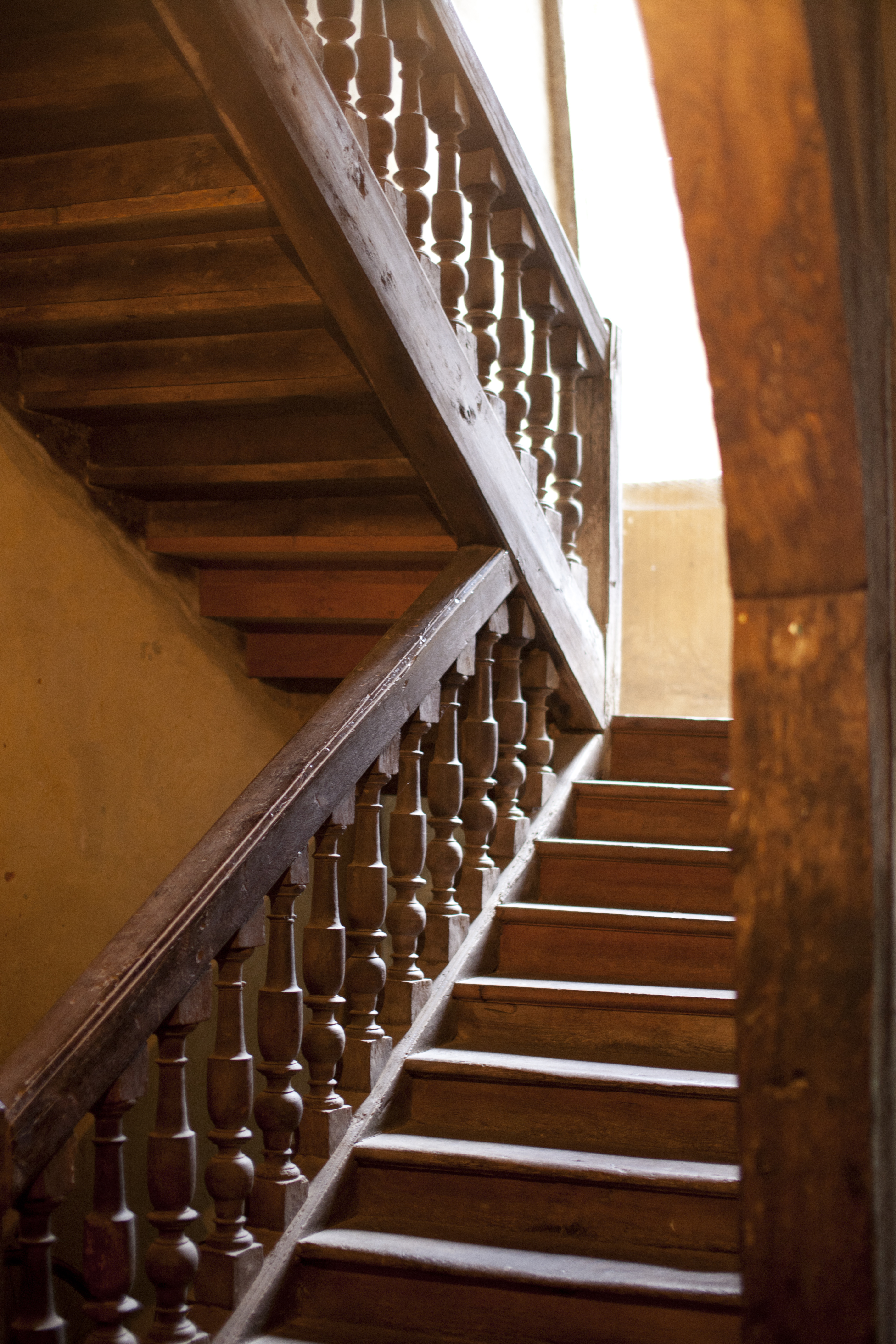
Escalier à deux volées et balustrade inscrit aux monuments historiques.
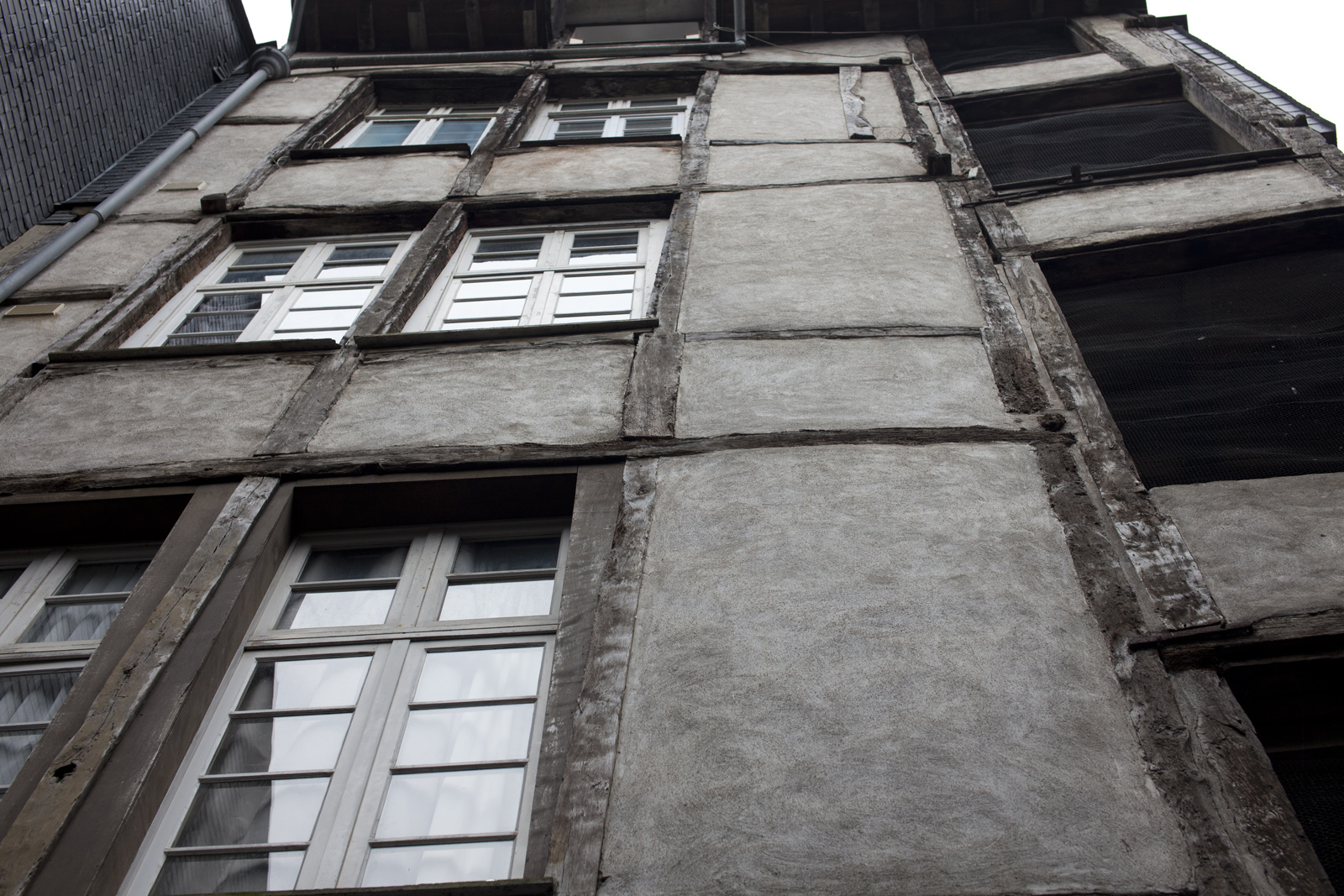
Façade arrière (côté cour) et son enduit béton trop hydraulique.
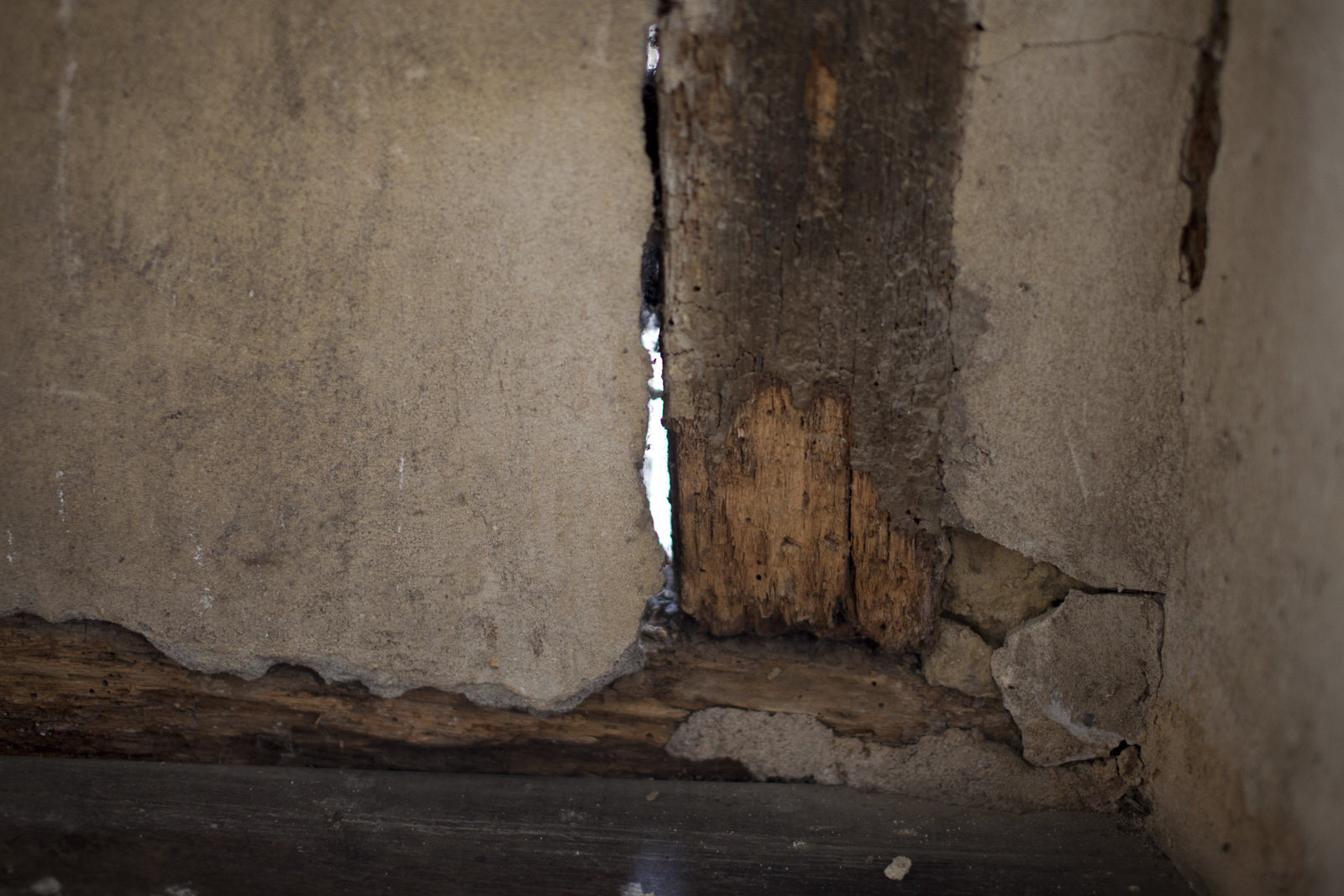
Fissures dues à l'enduit trop hydraulique de la façade arrière.
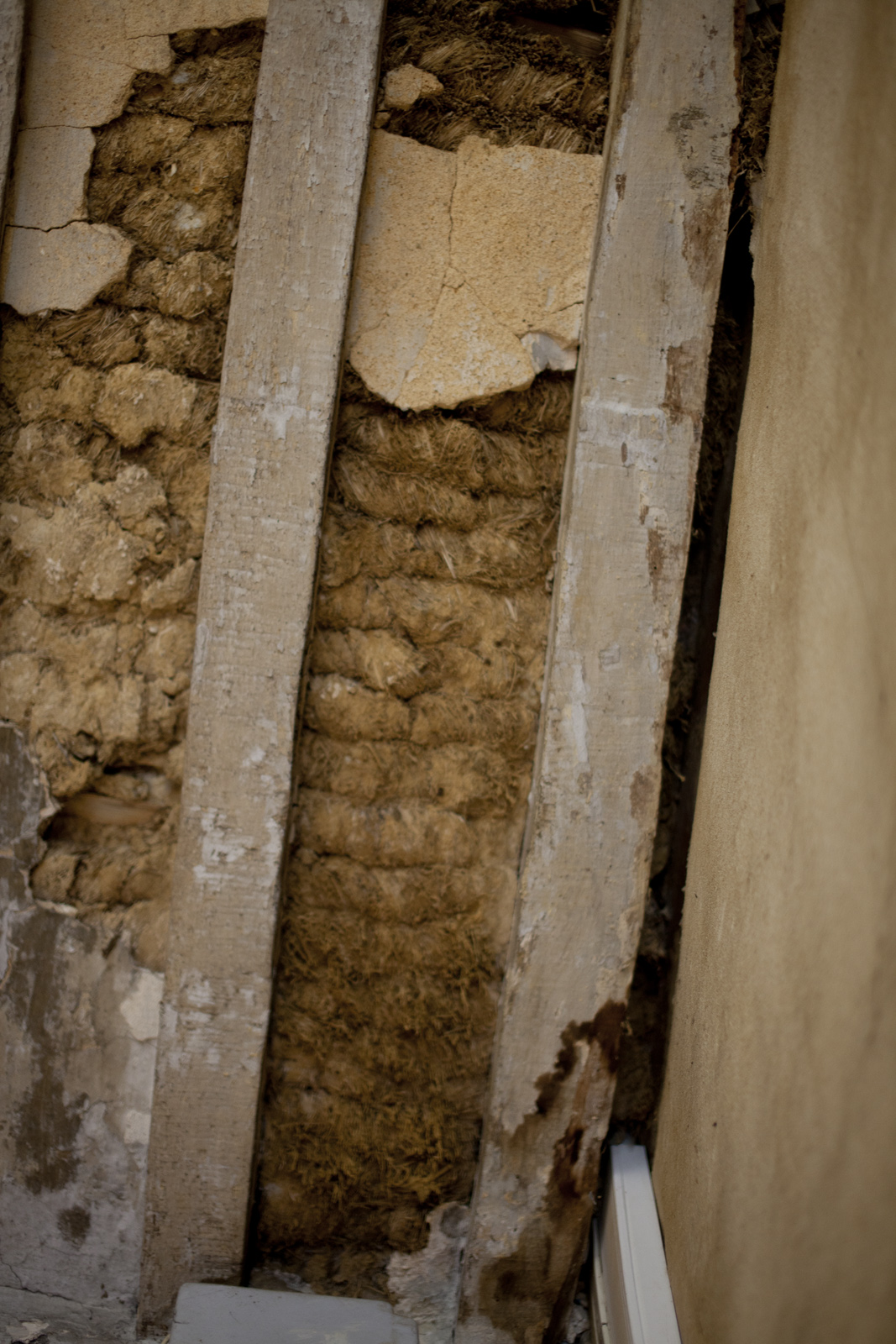
Plafond en torchis proche de l'époque d'origine à restaurer.
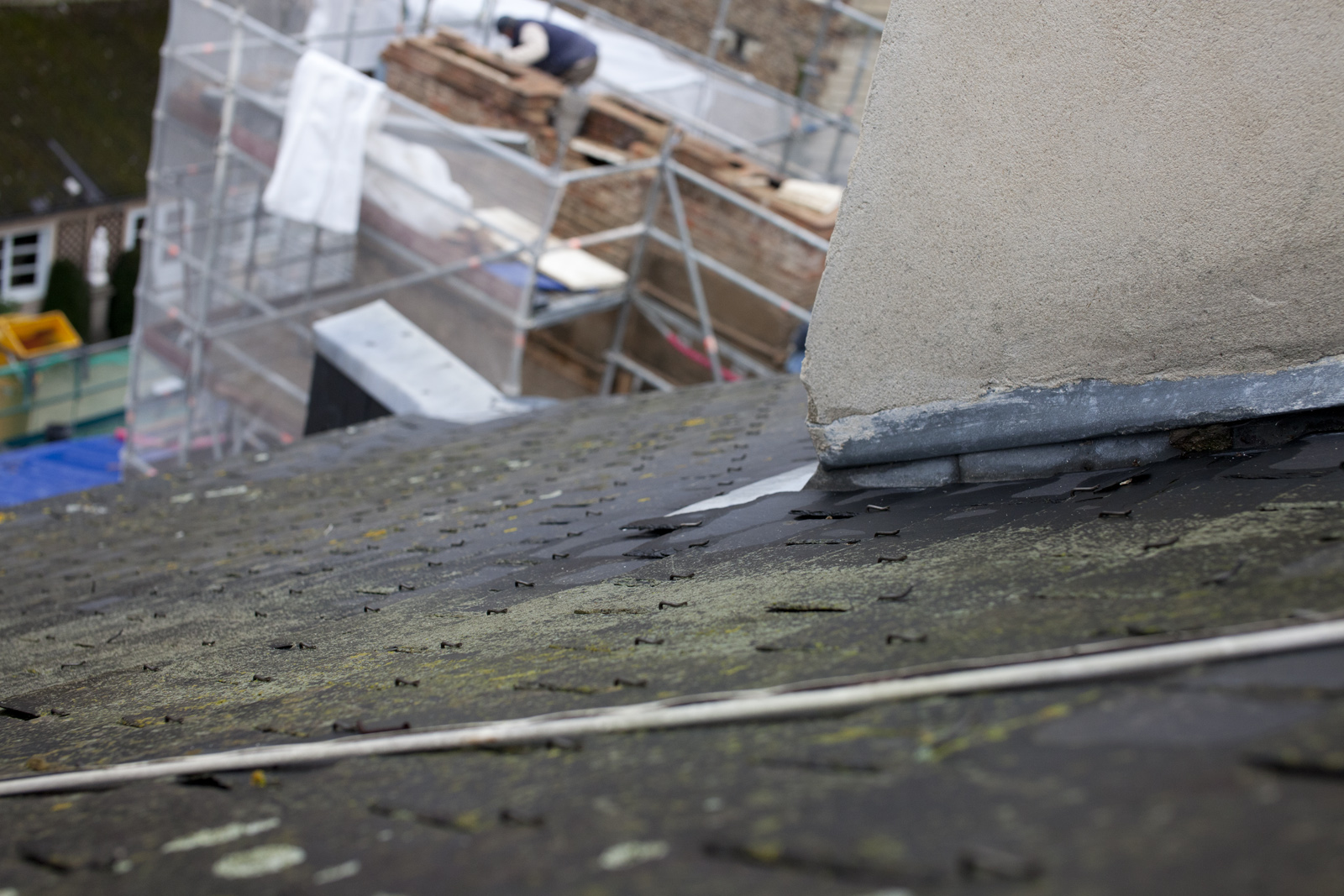
Toiture nord - 13, rue Saint-Georges (Rennes)
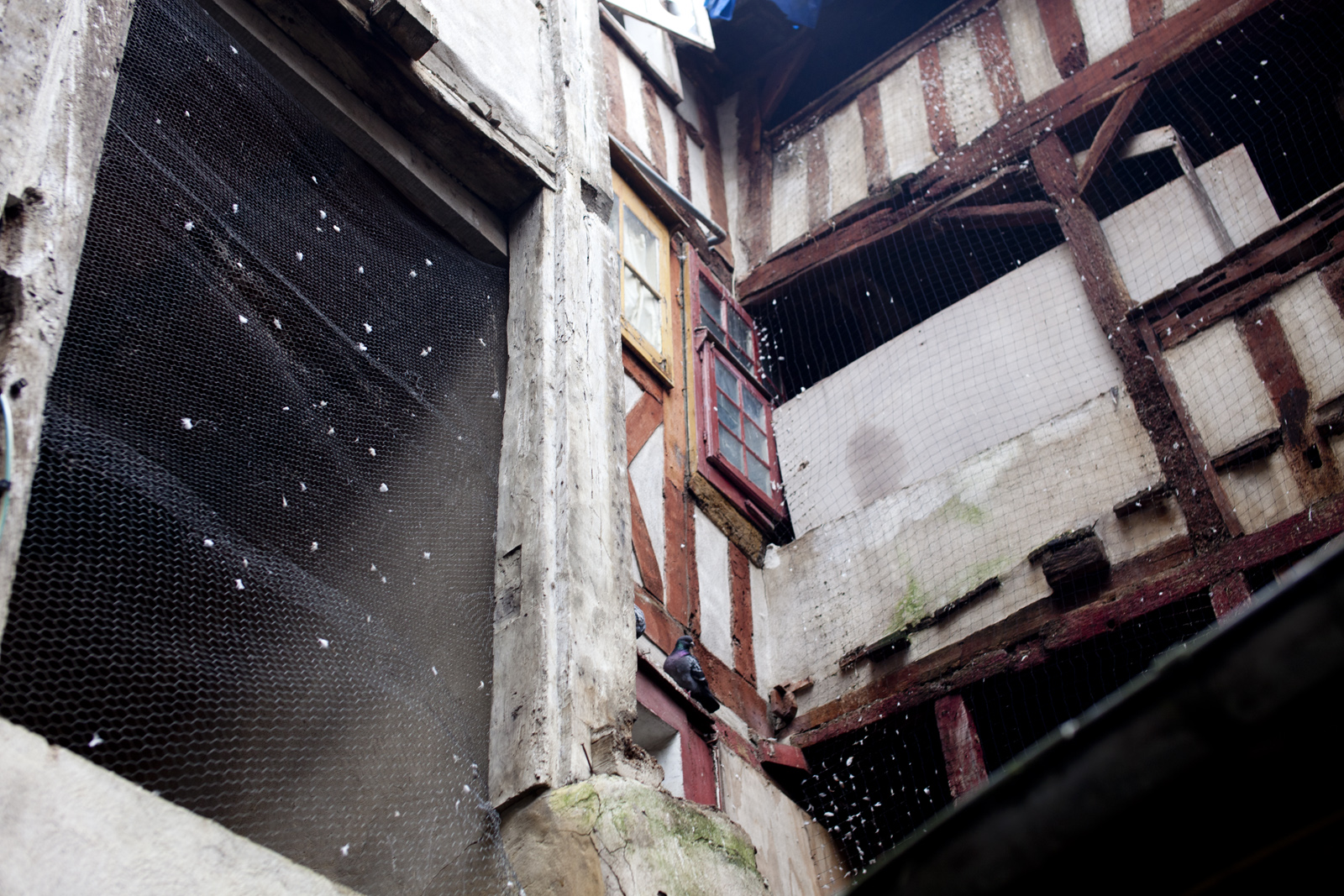
Jonction mitoyenne avec le 11, rue Saint-Georges, insalubre et faisant l'objet d'une prescription.
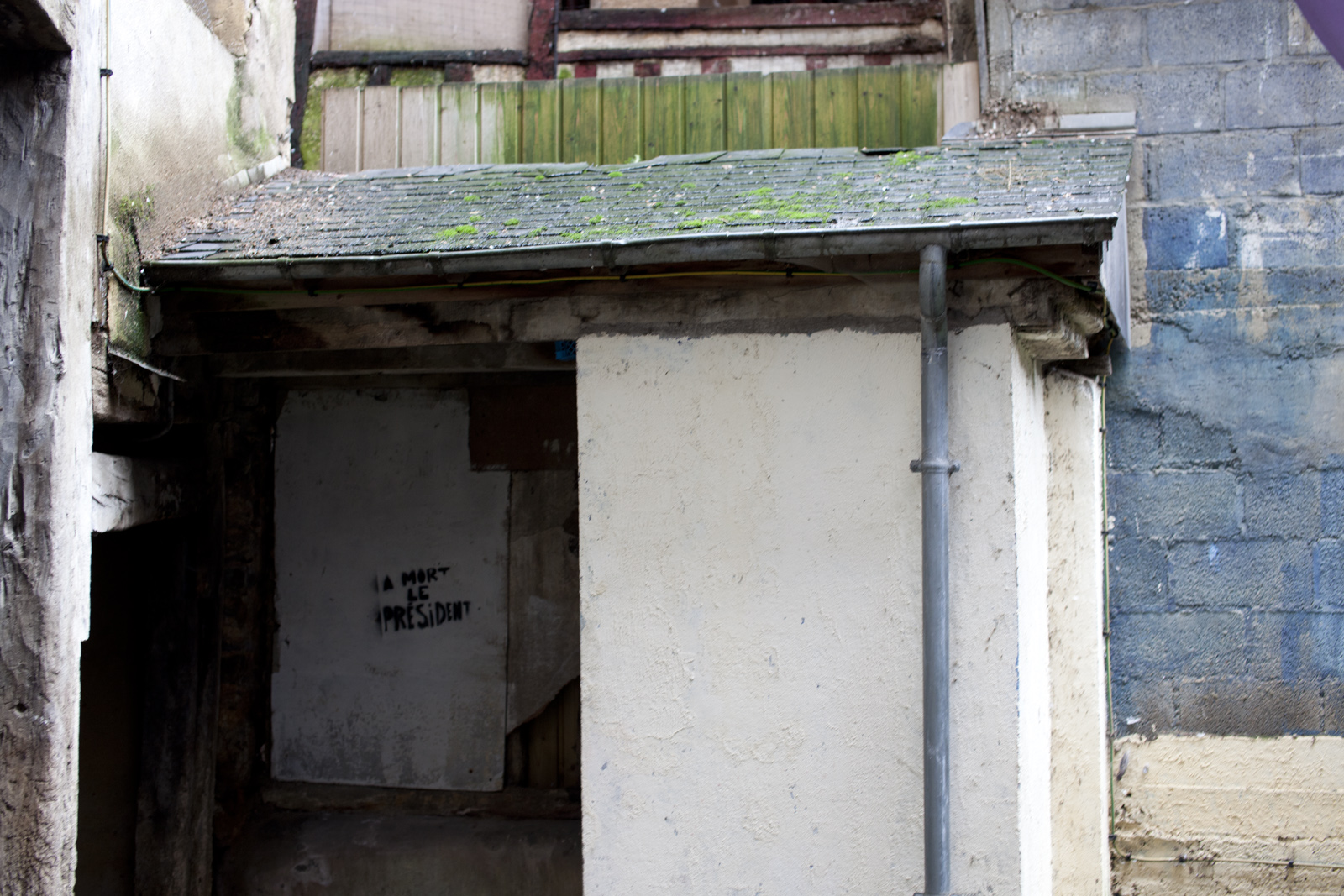
Construction sur cour avec prescription de destruction dans le cadre du PSMV de 2013 au 13, rue Saint-Georges (Rennes).
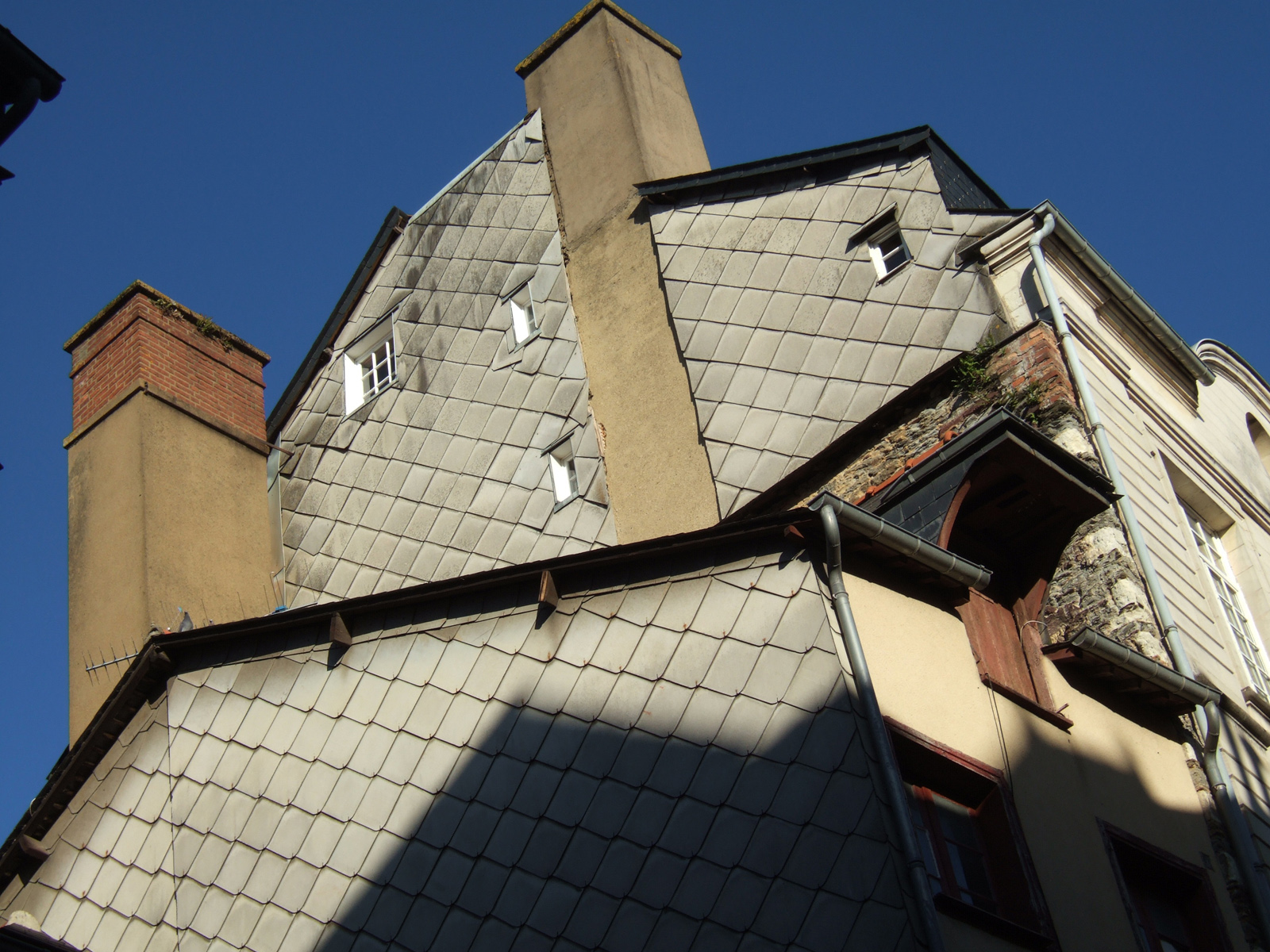
Pignon côté Parlement - fibrociment amianté...